# U-160
O Unterseeboot 160 foi um submarino alemão que serviu durante a Segunda Guerra Mundial.
O submarino foi afundado no dia 14 de Julho de 1943 por torpedos lançados de aeronaves Avenger e Wildcat do navio de escolta norte-americano USS Santee (CVE-29), causando a morte de todos os 57 tripulantes.

## Comandantes
| Comandante                  | Período                                     |
| --------------------------- | ------------------------------------------- |
| Kptlt. Georg Lassen         | 16 de Outubro de 1941 - 14 de Junho de 1943 |
| Oblt. Gerd von Pommer-Esche | 15 de Junho de 1943 - 14 de Julho de 1943   |

## Carreira

### Subordinação
| 16 de Outubro de 1941 - 28 de Fevereiro de 1942 | 4. Unterseebootsflottille  |
| 1 de Março de 1942 - 14 de Julho de 1943        | 10. Unterseebootsflottille |

### Patrulhas
|       | Comandante                  | Partida     | Partida       | Chegada     | Chegada   | Dias     | Toneladas   |
| ----- | --------------------------- | ----------- | ------------- | ----------- | --------- | -------- | ----------- |
|       | Oblt. Georg Lassen          | 24 Fev 1942 | Wilhelmshaven | 24 Fev 1942 | Helgoland | 1 dia    |             |
| 1     | Oblt. Georg Lassen          | 1 Mar 1942  | Helgoland     | 28 Abr 1942 | Lorient   | 59 dias  | 43,568      |
| 2     | Oblt. Georg Lassen          | 20 Jun 1942 | Lorient       | 24 Ago 1942 | Lorient   | 66 dias  | 35,442      |
| 3     | Kptlt. Georg Lassen         | 23 Set 1942 | Lorient       | 9 Dez 1942  | Lorient   | 78 dias  | 51,062      |
| 4     | Kptlt. Georg Lassen         | 6 Jan 1943  | Lorient       | 10 Mai 1943 | Bordeaux  | 125 dias | 60,429      |
| 5     | Oblt. Gerd von Pommer-Esche | 29 Jun 1943 | Bordeaux      | 14 Jul 1943 | Afundado  | 16 dias  |             |
| Total | Total                       | Total       | Total         | Total       | Total     | 344 dias | 190 501 ton |

### Navios afundados e danificados
- 26 navios afundados num total de 156 082 GRT[1]
- 5 navios danificados num total de 34 419 GRT

| Data        | Comandante   | Nome da Embarcação       | Toneladas | Nacionalidade   |         |
| ----------- | ------------ | ------------------------ | --------- | --------------- | ------- |
| 27 Mar 1942 | Georg Lassen | Equipoise                | 6,210     | panamenho       |         |
| 29 Mar 1942 | Georg Lassen | City of New York         | 8,272     | norte-americano |         |
| 1 Abr 1942  | Georg Lassen | Rio Blanco               | 4,086     | britânico       |         |
| 6 Abr 1942  | Georg Lassen | Bidwell (danificado)     | 6,837     | norte-americano |         |
| 9 Abr 1942  | Georg Lassen | Malchace                 | 3,516     | norte-americano |         |
| 11 Abr 1942 | Georg Lassen | Ulysses                  | 14,647    | britânico       |         |
| 16 Jul 1942 | Georg Lassen | Beaconlight              | 6,926     | panamenho       |         |
| 18 Jul 1942 | Georg Lassen | Carmona                  | 5,496     | panamenho       |         |
| 21 Jul 1942 | Georg Lassen | Donovania                | 8,149     | britânico       |         |
| 25 Jul 1942 | Georg Lassen | Telamon                  | 2,078     | holandês        |         |
| 29 Jul 1942 | Georg Lassen | Prescodoc                | 1,938     | canadense       |         |
| 2 Ago 1942  | Georg Lassen | Treminnard               | 4,694     | britânico       |         |
| 4 Ago 1942  | Georg Lassen | Havsten (danificado)     | 6,161     | norueguês       |         |
| 16 Out 1942 | Georg Lassen | Castle Harbour           | 730       | britânico       | TRIN-19 |
| 16 Out 1942 | Georg Lassen | Winona (danificado)      | 6,197     | norte-americano | TRIN-19 |
| 3 Nov 1942  | Georg Lassen | Chr. J. Kampmann         | 2,260     | ca              | TAG-18  |
| 3 Nov 1942  | Georg Lassen | Gypsum Empress           | 4,034     | britânico       | TAG-18  |
| 3 Nov 1942  | Georg Lassen | Leda                     | 8,546     | panamenho       | TAG-18  |
| 3 Nov 1942  | Georg Lassen | Thorshavet               | 11,015    | norueguês       | TAG-18  |
| 6 Nov 1942  | Georg Lassen | Arica                    | 5,431     | britânico       | TRIN-24 |
| 11 Nov 1942 | Georg Lassen | City of Ripon            | 6,368     | britânico       |         |
| 21 Nov 1942 | Georg Lassen | Bintang                  | 6,481     | hoalndês        |         |
| 8 Fev 1943  | Georg Lassen | Roger B. Taney           | 7,191     | norte-americano |         |
| 3 Mar 1943  | Georg Lassen | Harvey W. Scott          | 7,176     | norte-americano | DN-21   |
| 3 Mar 1943  | Georg Lassen | Nirpura                  | 5,961     | britânico       | DN-21   |
| 3 Mar 1943  | Georg Lassen | Tibia (danificado)       | 10,356    | holandês        | DN-21   |
| 4 Mar 1943  | Georg Lassen | Empire Mahseer           | 5,087     | britânico       | DN-21   |
| 4 Mar 1943  | Georg Lassen | Marietta E.              | 7,628     | britânico       | DN-21   |
| 4 Mar 1943  | Georg Lassen | Sheaf Crown (danificado) | 4,868     | britânico       | DN-21   |
| 8 Mar 1943  | Georg Lassen | James B. Stephens        | 7,176     | norte-americano |         |
| 11 Mar 1943 | Georg Lassen | Aelybryn                 | 4,986     | britânico       |         |
| Total       | Total        | Total                    | 190 501   |                 |         |